# Elementa

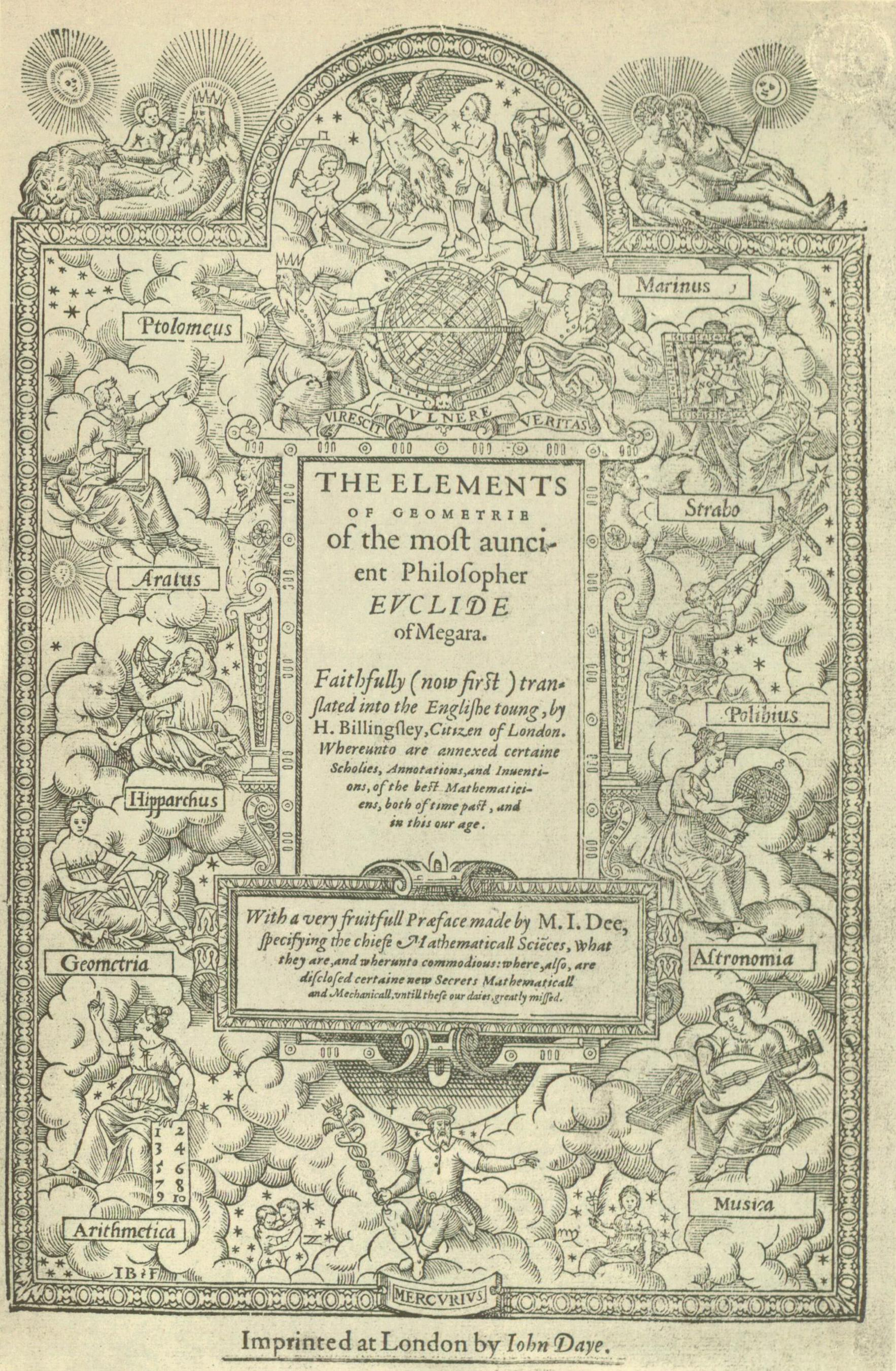
Titelsidan för Henry Billingsley's första engelska version av Euklides Elementa, 1570.

Elementa är ett matematiskt verk som innehåller det sammanfattade kunnandet i geometri under antikens Grekland. Verket omfattar 13 böcker som består av definitioner, satser och bevis. Elementa författades omkring år 300 f.Kr. i Grekland och fast det råder vissa tvivel om vem eller vilka som författade verket tillskrivs det traditionellt den grekiske matematikern Euklides.

## Innehåll
Innehållet redovisas främst utifrån en engelsk översättning av verket och en svensk bok i matematikhistoria  från vilken de svenska översättningarna till stor del är hämtade. Elementa består av tretton olika böcker och i början av de flesta böckerna görs definitioner av de (tidigare odefinierade) geometriska begrepp som kommer att användas. I den första boken följer sedan postulat och gemensamma begrepp, innan bokens satser presenteras och bevisas. I de övriga böckerna följer och bevisas satserna direkt efter bokens definitioner. Totalt innehåller Elementa 465 satser. Tabellen nedan visar antalet definitioner och satser i de olika böckerna. 
| Bok Nr. | Antal definitioner | Antal satser |
| ------- | ------------------ | ------------ |
| Bok 1   | 23                 | 48           |
| Bok 2   | 2                  | 14           |
| Bok 3   | 11                 | 37           |
| Bok 4   | 7                  | 16           |
| Bok 5   | 18                 | 25           |
| Bok 6   | 4                  | 33           |
| Bok 7   | 22                 | 39           |
| Bok 8   | 0                  | 27           |
| Bok 9   | 0                  | 36           |
| Bok 10  | 16                 | 115          |
| Bok 11  | 28                 | 39           |
| Bok 12  | 0                  | 18           |
| Bok 13  | 0                  | 18           |

### Bok 1 - 6: Plangeometri
Elementas sex första böcker behandlar plangeometri. Denna plangeometri byggs upp från de definitioner som görs i de olika kapitlen samt från postulaten och de gemensamma begreppen som presenteras i den första boken. 
Den första boken anses numera vanligen bestå av 23 definitioner, 5 postulat, 5 allmänna begrepp och 48 satser med bevis. Värt att notera är att varken definitionerna, postulaten eller de allmänna begreppen var numrerade eller ens separerade från varandra under antiken, utan skrevs i flytande text. Det var när verket översattes, som (den mellan översättningarna varierande) numreringen uppstod. Begrepp som definieras i bok 1 är bland annat punkt, rät linje, trubbig vinkel och diameter. Efter definitionerna står de fem grundsatserna, de så kallade postulaten. En svensk översättning av dem är följande:
1. Det är möjligt att dra en sträcka från en punkt till en annan.
2. En sträcka kan förlängas godtyckligt till en längre sträcka.
3. Kring varje punkt kan beskrivas en cirkel med given radie.
4. Alla räta vinklar är lika med varandra.
5. Om en rät linje skär två räta linjer och bildar inre vinklar på samma sida, vars summa är mindre än två räta vinklar, så kommer de två räta linjerna, om de utdras obegränsat, att skära varandra på den sida där de två inre vinklarna ligger.

Vartill även har fogats:
6. Två räta linjer kan inte begränsa en yta.
Sedan ges de allmänna begreppen, eller axiomen, som de oftast kallas i senare versioner av Elementa (äldre numrering av tilläggsaxiom inom parentes):
| 1. Ting som är lika samma ting är också lika varandra. 2. Om lika läggs till lika, blir helheterna lika. 3. Om lika dras från lika, blir återstoderna lika. (4.) Om lika läggs till olika, blir helheterna olika. (5.) Om lika dras från olika, blir återstoderna olika. | (6.) Ting som är det dubbla av samma är lika varandra. (7.) Ting som är det halva av samma är lika varandra. 4 (8). Ting som sammanfaller med varandra är lika. 5 (9). Det hela är större än dess del. |

Elementas andra bok består av 2 definitioner och 14 satser med bevis. Satserna och begreppen behandlar vad vi idag skulle kalla geometrisk algebra. Även den tredje boken behandlar plangeometri, mer specifikt cirklars olika egenskaper. Boken består av 11 definitioner, som bland annat definierar likformiga cirklar, cirkelsektorer och likformiga cirkelsektorer och 37 satser med bevis. Bok 4 i Elementa bygger vidare på den tredje boken, då denna behandlar figurer som är inskrivna i eller omskriva av en cirkel.  Boken börjar med 7 definitioner, som bland annat definierar vad som menas med att en figur är inskriven i en cirkel, vidare består boken av 16 satser med bevis.
Bok 5 behandlar olika storheter och förhållandet mellan dem. I och med att denna bok studerar förhållandet mellan olika storheter, så studeras och beskrivs även de reella talen här. De 18 definitionerna behandlar bland annat multipel, proportionell och förhållande. Bok 6 är den sista av Elementas böcker som behandlar plangeometri och behandlar till en stor del förhållanden mellan olika geometriska figurer.

### Bok 7, 8 och 9: Talteori
Tre av Elementas böcker behandlar talteori. Sammanlagt så görs 22 definitioner på detta område, samtliga dessa görs i början av bok 7. Exempel på begrepp som definieras är nummer, udda nummer och perfekta nummer. Efter dessa definitioner följer ett antal satser. En sats vars bevis ofta anses speciellt vackert är den 20:de satsen i Bok 9, Euklides sats. Satsen handlar om att det finns oändligt många primtal, och lyder: Det finns fler primtal än varje given mångfald av primtal.

### Bok 10: Inkommensurabla storheter
Den tionde boken i Elementa är den i särklass största, men samtidigt den minst kända av de tretton böckerna. Inte för att innehållet på något sätt inte stämmer, men under historiens gång så har dess ämnesområde blivit i viss mening inaktuell, och används idag som specialfall.  Boken behandlar inkommensurabla storheter, det vill säga storheter vars förhållande inte kan uttryckas via rationella tal. De 4 definitionerna behandlar bland annat vad inkommensurabla storheter är och hur detta begrepp kan kopplas till irrationella tal.  

### Bok 11, 12 och 13: Rymdgeometri
Elementas tre avslutande böcker behandlar rymdgeometri, det vill säga geometri i rummet. Definitioner som görs enbart i bok 11, där begrepp som plan, pyramid och sfär definieras. Dessa definitioner används sedan för att bevisa satser som exempelvis rör volymen av en pyramid. I Elementas sista bok, Bok 13, så definieras de så kallade platonska kropparna. En platonsk kropp är en månghörning med regelbundna sidor och det finns totalt 5 olika platonska kroppar; tetraeder, hexaeder, oktaeder, dodekaeder och ikosaeder.

## Författare
Traditionellt tillskrivs Euklides som Elementas författare, även om det råder viss osäkerhet om vem som egentligen författade Elementa. Euklides nämns endast mycket kortfattat ett fåtal gånger under de första 600 åren efter att Elementa författades. De första längre uttalandena om honom, och som säger att han är författare till Elementa, görs mer än 600 år efter att Elementa skrevs. Detta har lett till att tre olika teorier om Elementas författare uppkommit 
1. Euklides var en historisk person som bland annat skrev Elementa.
2. Euklides var en historisk person, och en ledare för en grupp matematiker som gemensamt skrivit flera böcker, däribland Elementa.
3. Euklides var inte en historisk person, utan en grupp matematiker. Gruppen använde namnet Euklides efter matematikern Euklides från Megara som levt ca 100 år tidigare och de skrev bland annat Elementa.

## Historisk betydelse
Elementa har sedan verket författades omkring 300 f.Kr. varit mycket betydelsefullt för matematiker. Då detta verk samlade all den kända matematiska kunskapen som fanns i Grekland på den tiden, så ledde detta till att Elementa nästan omedelbart konkurrerade ut alla tidigare böcker på detta området, då dessa ej var heltäckande. Elementa fortsatte sedan att vara det ledande matematiska verket under en mycket lång tid. Exempelvis kopierades manuskripten till Elementa mer än 1300 år efter att verket författades. På 300-talet e.Kr. genomfördes en revision av Theon, och det är utifrån denna omskrivning som de flesta av dagens upplagor av Elementa härstammar. Det finns några få exemplar av Elementa bevarade som kan härröra från tidigare verk, men skillnaderna är små. Den äldsta bevarade kopian av Elementa är från 888 e.Kr.
De arabiska matematikerna al-Hajjaj (800-talet e.Kr. ) och Ishaq ibn Hunain samt Thabit ibn Qurra (900-talet e.Kr) översatte Elementa till arabiska. I samband med Romerska riket förstördes mycket av den grekiska vetenskapen, och dess litteratur. Det är från de arabiska översättningarna av Elementa som det på 1100-talet återintroduceras i Europa. Gerard av Cremona och Adelard av Bath genomförde de första översättningarna från arabiska till latin. Efter att Elementa för första gången utkom i en tryckt utgåva 1482, så påbörjades översättningar från latin till andra europeiska språk. Den första svenska utgåvan innehöll elementas sex första böcker och utkom 1744 efter översättning av Mårten Strömer. I tabellen nedan visas vilket årtal Elementa översattes till olika språk. 
| Språk          | årtal           |
| -------------- | --------------- |
| grekiska       | ca 300 f.Kr.    |
| arabiska       | 800-talet e.Kr. |
| latin          | 1100-talet      |
| latin - tryckt | 1482            |
| grekiska       | 1533            |
| italienska     | 1543            |
| tyska          | 1588            |
| svenska        | 1744            |